# زمردی رنگارنگ
زمردی رنگارنگ (نام علمی: Amazilia versicolor) نام یک گونه از سرده آمازیلیا است. این گونه از مرکز تا شرق آمریکای جنوبی حضور دارد. این پرنده در مجموع دارای طولی برابر با ۸–۱۰ سانتی‌متر با ترکیب رنگی خاص می‌باشد. از پایین‌تنه به بالا دارای رنگ سبز تا لیمویی است. این گونه در بولیوی، شرق پاراگوئه، شمال شرقی آرژانتین، و شرق، غرب، جنوب و مرکز برزیل حضور دارد.